# Гурина, Любовь Михайловна
Любо́вь Миха́йловна Гу́рина (род. 6 августа 1957, с. Матушкино, Кировская область) — советская и российская легкоатлетка, специализировавшаяся в беге на 800 метров.

## Карьера
Начала заниматься лёгкой атлетикой в возрасте 19 лет, тренировалась под руководством Анатолия Нивина, ставшего впоследствии её мужем.
Чемпионка СССР в эстафете 4×800 метров 1980 и 1981 годов (в составе сборной РСФСР).
Чемпионка СССР 1987 года на дистанции 800 метров. Чемпионка России 1993 года на дистанции 800 метров.
В 1984 году в составе сборной СССР в эстафете 4×800 метров установила рекорд мира, действующий и поныне.
На Сеульской Олимпиаде 1988 года не вышла из квалификационных забегов.
На Олимпиаде 1992 года на дистанции 800 метров выиграла в предварительном забеге и полуфинале, но в финале стала лишь восьмой.
С чемпионатов мира привезла две серебряные и одну бронзовую награду.
Становилась чемпионкой Европы и чемпионкой Европы в залах.
После окончания карьеры занимается тренерской работой — тренер-преподаватель Кировского областного государственного автономного образовательного учреждения дополнительного образования детей «Вятская областная специализированная детско-юношеская спортивная школа олимпийского резерва». В Кировской области проводится областной «День бегуна» на призы ЗМС Л.Гуриной. В 2012 году награждена почётным знаком «За заслуги перед Кировской областью».

## Комментарии
1. ↑  Деревня Матушкино входила в состав Быдановского сельсовета Белохолуницкого района, ныне — урочище[2].